# Jonesborough (Tennessee)
Jonesborough és una població dels Estats Units a l'estat de Tennessee. Segons el cens del 2000 tenia 4.168 habitants.

## Demografia
Segons el cens del 2000, Jonesborough tenia 4.168 habitants, 1.660 habitatges, i 1.107 famílies. La densitat de població era de 371,7 habitants/km².
Dels 1.660 habitatges en un 27,1% hi vivien nens de menys de 18 anys, en un 52,3% hi vivien parelles casades, en un 11,3% dones solteres, i en un 33,3% no eren unitats familiars. En el 30,1% dels habitatges hi vivien persones soles el 13,3% de les quals corresponia a persones de 65 anys o més que vivien soles. El nombre mitjà de persones vivint en cada habitatge era de 2,26 i el nombre mitjà de persones que vivien en cada família era de 2,8.
Per edats la població es repartia de la següent manera: un 19,5% tenia menys de 18 anys, un 8,7% entre 18 i 24, un 29,9% entre 25 i 44, un 25,6% de 45 a 60 i un 16,4% 65 anys o més.
L'edat mediana era de 39 anys. Per cada 100 dones de 18 o més anys hi havia 98,6 homes.
La renda mediana per habitatge era de 32.132 $ i la renda mediana per família de 44.167 $. Els homes tenien una renda mediana de 28.906 $ mentre que les dones 26.192 $. La renda per capita de la població era de 18.768 $. Entorn de l'11% de les famílies i el 16% de la població estaven per davall del llindar de pobresa.

## Poblacions més properes
El següent diagrama mostra les poblacions més properes.